# Жуков, Алексей Валерьевич
Алексей Валерьевич Жуков (род. 15 января 1976, Москва, СССР) — российский баскетбольный тренер. Ассистент главного тренера баскетбольного клуба «Нижний Новгород».

## Карьера
Тренерская карьера Жукова началась в 1995 году в московской школе СДЮСШОР №71 «Тимирязевская». В ней Алексей проработал до 2011 года, а чуть ранее, в 2006-м, присоединился к молодёжному проекту ПБК ЦСКА.
В 2007 году сборная Москвы 1992 г.р. под его руководством заняла 1 место на Спартакиаде учащихся России, а в 2009 году – стала победителем Первенства страны. В ПБК ЦСКА он работал с молодыми игроками, и практически каждый год его подопечные оказывались среди призёров или становились победителями юношеских и молодёжных соревнований.
В качестве главного тренера сборных России (до 16 лет) занял восьмое (2008 год) и пятое (2011 год) места на первенствах Европы.
В июне 2017 года Жуков стал ассистентом главного тренера в «Нижнем Новгороде».

## Достижения
- Чемпион Первенства молодёжных команд: 2012
- Серебряный призёр Первенства молодёжных команд: 2010
- Чемпион ДЮБЛ (4): 2009, 2013, 2016, 2017
- Серебряный призёр ДЮБЛ: 2015
- Бронзовый призёр ДЮБЛ (3): 2007, 2011, 2014
- Чемпион Спартакиады учащихся России: 2007